# 邦施泰滕 (巴伐利亚州)
邦施泰滕是德国巴伐利亚州的一个市镇。总面积6.75平方公里，总人口1231人，其中男性606人，女性625人（2011年12月31日），人口密度182人/平方公里。